# Sorel-en-Vimeu
Sorel-en-Vimeu is een gemeente in het Franse departement Somme (regio Hauts-de-France) en telt 188 inwoners (1999). De plaats maakt deel uit van het arrondissement Abbeville.

## Geografie
De oppervlakte van Sorel-en-Vimeu bedraagt 4,1 km², de bevolkingsdichtheid is 45,9 inwoners per km².
De onderstaande kaart toont de ligging van Sorel-en-Vimeu met de belangrijkste infrastructuur en aangrenzende gemeenten.

## Demografie
Onderstaande figuur toont het verloop van het inwonertal (bron: INSEE-tellingen).